# 鍋島站

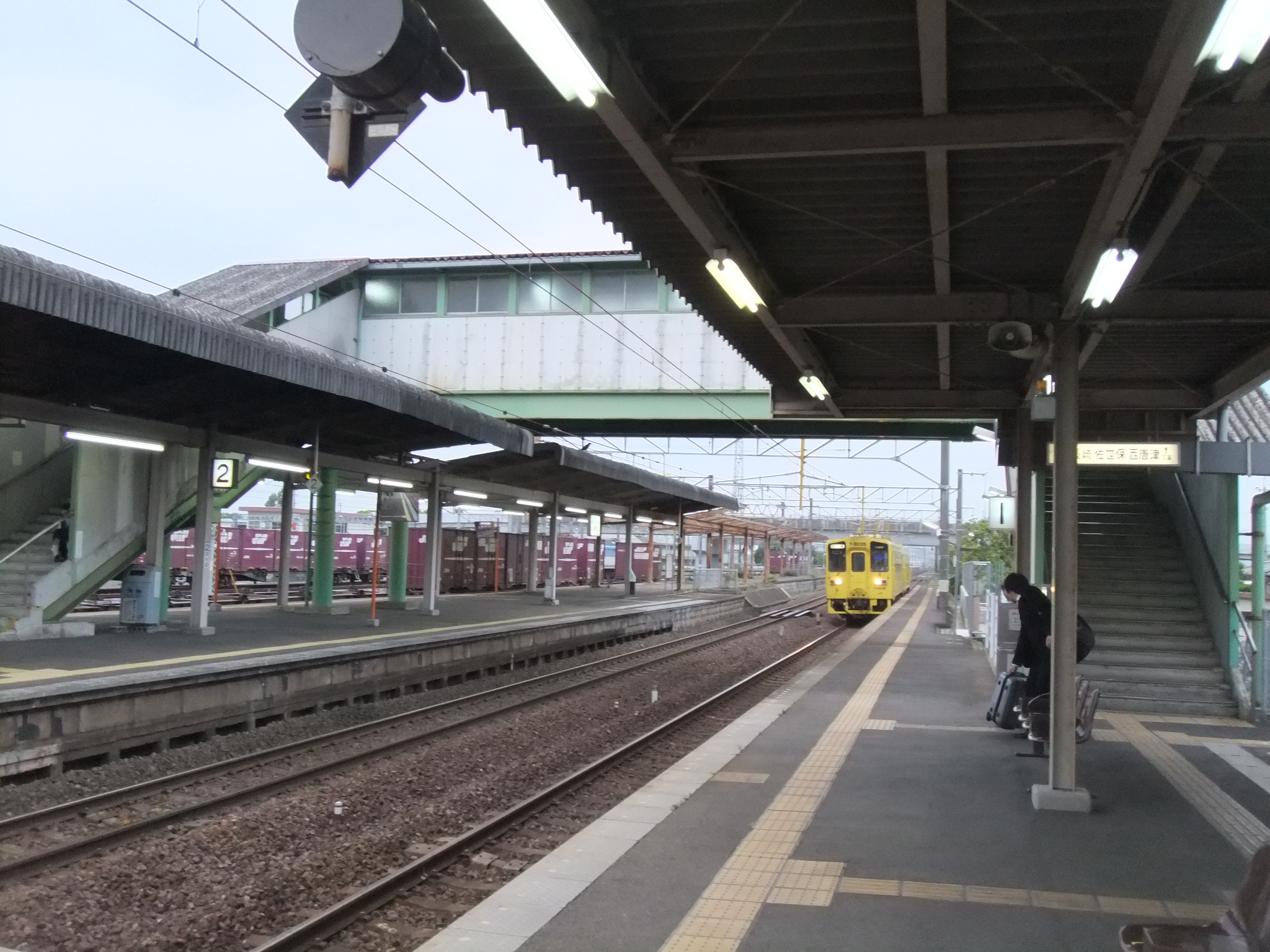
車站內（2011年5月）

鍋島站（日语：／ Nabeshima eki */?）是位於佐賀縣佐賀市鍋島町，九州旅客鐵道（JR九州）和日本貨物鐵道（JR貨物）的長崎本線車站。

## 車站構造
車站是一座地面車站，設有1面1線的單式月台和1面2線的島式月台，共有2面3線的月台。各月台之間設有跨線橋連接。下行列車會使用3號島式月台，部分唐津線直通列車、貨運繁忙時期行走的貨物列車、以及多客時期，來往佐賀站的臨時特急「鷗」均會在該月台折返。曾經在2號月台下行線一方，設有貨運列車專用的月台。在國鐵末期小行李起卸業務結束前，該處為起卸行李處，現已撒走。另外，車站大樓靠近久保田一方設有業時小型行李起卸櫃臺，當中還設有國鐵時代的標示，該櫃臺在2011年拆毀。車站大樓位於北邊單式月台側。各月台均有上蓋，並設有跨線橋連接兩處。在國鐵時代，此站曾經設有舊車站大樓。
此站是業務委託車站，委托JR九州鐵道營業負責車站業務。此站沒有MARS系統，但是設有POS終端。此站設有自動售票機。

### 月台
| 月台 | 路線                      | 上下行 | 方向                       |
| ---- | ------------------------- | ------ | -------------------------- |
| 1    | ■長崎本線 （包含■唐津線） | 上行   | 佐賀、鳥栖、博多方向       |
| 2    | ■長崎本線                 | 下行   | 肥前鹿島、長崎、佐世保方向 |
| 2、3 | ■唐津線                   | 下行   | 多久、唐津方向             |

## 歷史
- 1926年10月1日：鐵道省開設鍋島信號站。
- 1930年7月7日：升級至車站，名為鍋島站[1]。
- 1962年2月15日：結束貨物起卸業務。
- 1976年2月19日：隨佐賀站高架化，貨運設備遷移至此站。
- 1986年11月1日：結束行李起卸業務。
- 1987年4月1日：隨國鐵分割民營化，車站由九州旅客鐵道（JR九州）和日本貨物鐵道（JR貨物）營運。
- 1996年3月16日：開設貨運班次來往此站與有田站之間。
- 2000年：開設貨運班次來往此站與長崎站之間。
- 2024年10月3日：開始支援SUGOCA付款，並加設對應IC卡出、入閘的讀寫器[2][3][4][5]。

## 貨運車站
在JR貨物車站位於旅客車站南邊。在站內設有貨櫃月台2面和貨運處理線2面。在貨運處理線和車站着發線往久保田站方向設有引上線。

### 起卸貨物類別
- 貨櫃貨物 - 可起卸12呎貨櫃、20呎大型貨櫃
- 可特別許可起卸工業廢料、特別工業廢料。
- 有田線外貨運站、長崎線外貨運站的中繼站。

### 貨物列車
截至2019年3月，此站設有2往返班次的貨櫃高速貨物列車，當中2班從鹿兒島本線福岡貨物總站出發前往鍋島站，1班從鍋島站前往東海道本線東京貨物總站，1班從鍋島站出發前往關西本線百濟貨物總站。
另外，在此站與有田線外貨運站之間每日設有17.5住返貨運班次（從此站出發設有18班），在此站與長崎線外貨運站之間每日設有14住返貨運班次。以上班次使用貨車行走。

## 使用狀況
以下為每年度1日平均乘車人次：
| 乘車人次變化 | 乘車人次變化 |
| 年度         | 1日平均人次  |
| ------------ | ------------ |
| 2000         | 438          |
| 2001         | 443          |
| 2002         | 457          |
| 2003         | 468          |
| 2004         | 493          |
| 2005         | 488          |
| 2006         | 500          |
| 2007         | 489          |
| 2008         | 528          |
| 2009         | 533          |
| 2010         | 558          |
| 2011         | 558          |
| 2012         | 559          |
| 2013         | 543          |
| 2014         | 534          |
| 2015         | 582          |
| 2016         | 626          |
| 2017         | 607          |
| 2018         | 603          |
| 2019         | 565          |
| 2020         | 446          |
| 2021         | 436          |
| 2022         | 501          |
| 2023         | 554          |

## 相鄰車站
九州旅客鐵道（JR九州）
長崎本線、唐津線（唐津線佐賀站至久保田站之間為長崎本線）
■區間快速（只有上行班次）、■普通
佐賀（JH08）－鍋島－（臨）氣球佐賀－久保田

## 外部連結
- JR九州鍋島站 （页面存档备份，存于）（日語）